# أندريه تروسيلير
أندريه تروسيلير (بالفرنسية: André Trousselier) (و. 1887 – 1968 م) هو راكب دراجة هوائية فرنسي، ولد في باريس، توفي في باريس، عن عمر يناهز 81 عاماً.

## سباقات أو مراحل فاز بها
| التاريخ       | السباق                | المركز                  |
| ------------- | --------------------- | ----------------------- |
| 30 أغسطس 1908 | لييج-باستون-لييج 1908 | الفائز في التصنيف العام |

## روابط خارجية
- أندريه تروسيلير على موقع أرشيف الدراجات (الإنجليزية)
- أندريه تروسيلير على موقع إحصائيات الدراجات الإحترافية (الإنجليزية)